# Dasophrys hypselopterus
Dasophrys hypselopterus är en tvåvingeart som beskrevs av Engel 1929. Dasophrys hypselopterus ingår i släktet Dasophrys och familjen rovflugor.
Artens utbredningsområde är Zimbabwe. Inga underarter finns listade i Catalogue of Life.